# Armand de Las Cuevas
Armand de Las Cuevas (ur. 26 czerwca 1968 w Troyes, zm. 2 sierpnia 2018 w Reunion) – francuski kolarz torowy i szosowy, brązowy medalista torowych mistrzostw świata.

## Kariera
Największy sukces w karierze Armand de Las Cuevas odniósł w 1990 roku, kiedy wywalczył brązowy medal w indywidualnym wyścigu na dochodzenie podczas mistrzostw świata w Maebashi. W wyścigu tym wyprzedzili go jedynie Wiaczesław Jekimow z ZSRR oraz kolejny reprezentant Francji – Francis Moreau. Francuz startował przede wszystkim w wyścigach szosowych, nigdy jednak nie zdobył medalu na szosowych mistrzostwach świata. Na szosie de Las Cuevas zwyciężył między innymi w: Tour de Bretagne (1988), Grand Prix Ouest France-Plouay (1991), Grand Prix des Nations (1993), Clásica de San Sebastián i Vuelta a Burgos (1994), Route du Sud oraz Critérium du Dauphiné (1998). W 1994 roku zajął dziewiąte miejsce w klasyfikacji generalnej Giro d’Italia, przy czym wygrał jeden z etapów i przez krótki czas był liderem. Ponadto w 1991 roku był mistrzem Francji w wyścigu ze startu wspólnego, nigdy jednak nie wystąpił na igrzyskach olimpijskich.
W 1999 przeniósł się na Réunion, gdzie założył szkołę kolarską. Zmarł śmiercią samobójczą 2 sierpnia 2018 roku.